# Sesalac
Sesalac (serbisches-kyrillisch: Сесалац) ist ein Dorf in Serbien. Der Ort ist vor allem durch seine touristisch erschlossene Höhle Sesalačka pećina bekannt.  

## Geographie
Das Dorf befindet sich in der geographischen Region Banja, in der Opština Sokobanja, im Okrug Zaječar, im Osten des Landes. Sesalac liegt am nördlichen Rand des östlichen Teils der Opština Sokobanja, an der Grenze zu den Gemeinden Opština Knjaževac und Opština Boljevac.
Sesalac ist ein Teil der Reihe von Dörfern am nördlichen Rand des östlichen Teils des Banja-Beckens. 
Das Dorf liegt an der linken Seite des Flusstales der Sesalačka Reka auf einer Lageterrasse unterhalb des 600 Meter hohen Trennabschnitts, der hier an den Bergen Lom und Rt auf der Nord- und Jeldište auf der Westseite klar definiert ist. Im nördlichen Dorfgebiet durchfließt der (teilweise unterirdische) Fluss Zarvina die Hänge der umliegenden Hügel Cerak und Vardište. 
Der Ort liegt auf einer durchschnittlichen Höhenlage von 517 Metern über dem Meeresspiegel. Die Häuser liegen beiderseits des Flusses in der Talebene, steigen aber auch zur linken Talseite hinauf. 
Am östlichen Dorfgebiet erhebt sich der Berg Hajdučki Kladenac. Und im südlichen und westlichen Dorfgebiet befinden sich die zwei steilen Abhänge Lazareva Padina und Duboka Padina. Das Dorf ist nach Süden ausgerichtet und die stärksten Winde sind der Nordwind und die Košava.
Die Dorfbewohner nutzen als Trinkwasserreservoir hauptsächlich Brunnen. Im Ort es gibt nur wenige kleinere Quellen. Oberhalb des Dorfes liegt die Heißwasserquelle Banjica (die auch im Winter von den Dorfbewohnern aufgesucht wird). 
Das Dorf ist 16,5 km nordöstlich der Gemeindehauptstadt gelegen. Eine Landstraße führt vom Dorf hinunter durch das Flusstal der Sesalačka Reka und über das südliche Nachbardorf Bogdinac zur Hauptstraße, die Sokobanja mit Knjaževac verbindet. Diese Straße erstreckt sich weiter zum nördlich gelegenen Dorf Rujište in der Opština Boljevac.
Im Westen ist das Dorf durch eine weitere Landstraße mit dem Dorf Nikolinac verbunden und Richtung Osten führt eine dritte Dorfstraße nach Milušinac.

## Dorftypus
Das kleine Dorf ist dicht besiedelt. In der Dorfmitte, in der Talebene und neben der Hauptstraße liegen die Häuser dicht beieinander. 
In der Ortsmitte steht das Dorfrathaus und die Dorfgrundschule. Entlang der Talseite werden die Häusergruppen immer weniger. Dort stehen einzelne Häuser und Höfe. Eine Aufteilung des Dorfes in kleinere Dorfteile erfolgt nicht, vielmehr sind die einzelnen Ortsteile nach älteren und größeren Dorffamilien benannt.
Die Dorfbewohner betreiben Landwirtschaft und Viehzucht. Rund um das Dorf befinden sich die Felder und Äcker bei den Flurnamen: Pavitnica, Lom, Vardište, Osovača, Radov Del, Podbaba, Klisura, Livađ, Lipov Trap, Karakondža, Slivnica, Trnovača, Visoki Del, Banur, Dečin Grob und Selište. Die Felder unterhalb des Dorfes sind fruchtbarer. 
Die Dorfbevölkerung unterhält Sommer- und Winterweiden. Die Sommerweiden befinden sich bei den Standorten: Prosište, Obli Del, Mečji Bor und Tumba. Die Winterweiden sind in den Bergen verstreut.

## Bevölkerung
Das Dorf hatte 2022 eine Einwohnerzahl von 130, während es 2011 noch 249 waren, nach den letzten drei Bevölkerungsstatistiken fällt die Einwohnerzahl weiter. Die Bevölkerung stellen Serben.

### Demographie
| Jahr | Einwohnerzahl |
| ---- | ------------- |
| 1948 | 958           |
| 1953 | 935           |
| 1961 | 915           |
| 1971 | 822           |
| 1981 | 664           |
| 1991 | 488           |
| 2002 | 347           |
| 2011 | 249           |
| 2022 | 130           |

## Geschichte
Zuerst soll sich der Ort auf der Lokalität Selište befunden haben (zwischen dem heutigen Dorf und Milušinac), jedoch sind keine Spuren der Besiedlung erhalten geblieben. Das Dorf entwickelte sich durch Bevölkerungswachstum und die Einwanderung von neuen Familien. Über die Entstehung des Dorfnamens gibt es keine erhaltenen Überlieferungen.
In der Nähe der Banjica steht ein alter Friedhof. Beim Felsen Orlov Kamen befinden sich einige alte Mauerreste und Gräben. Heute existiert im Ortsgebiet ein kleiner serbisch-orthodoxer Dorffriedhof. 

## Sesalačka pećina

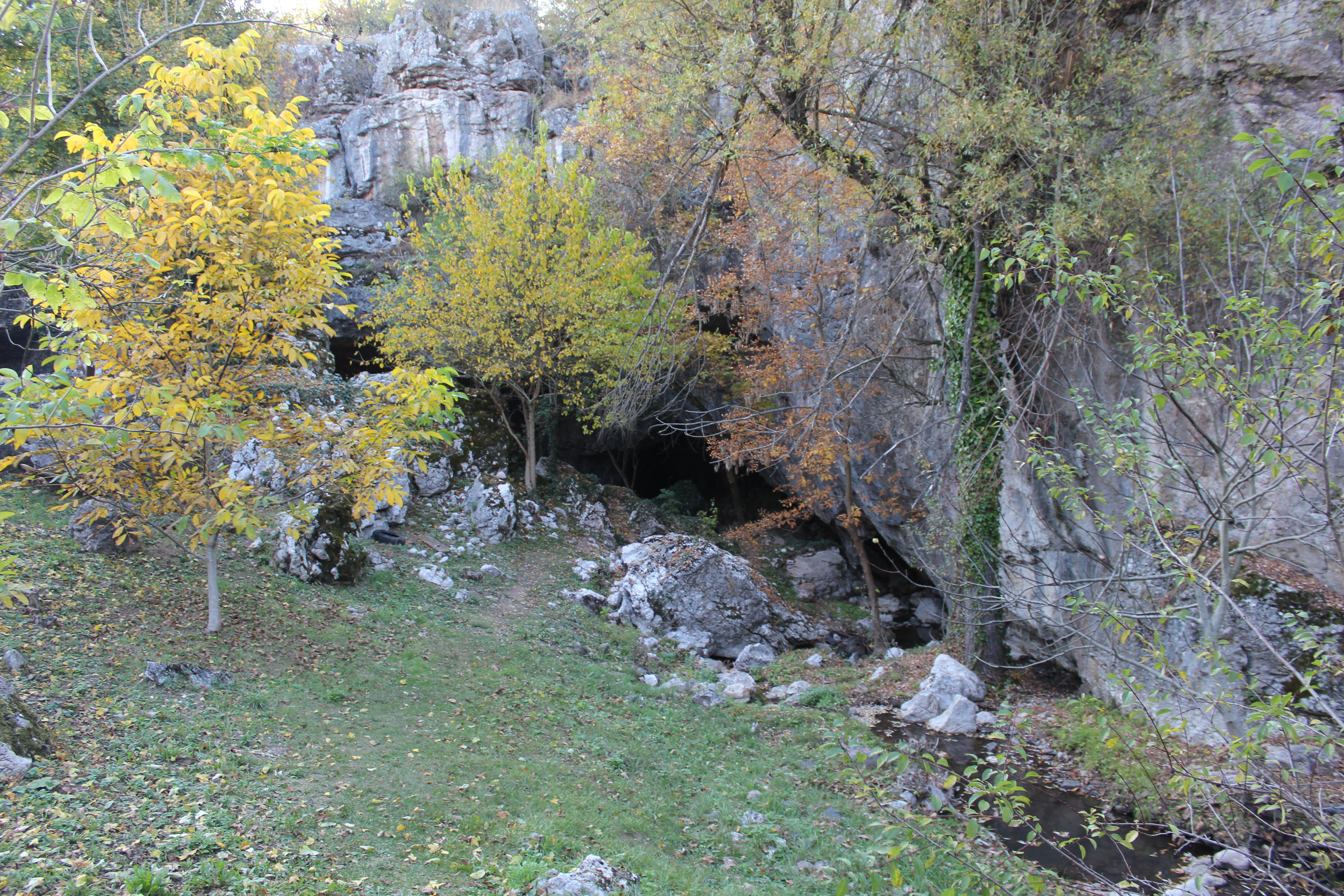
Umgebung bei der Höhle

Die bekannteste Natursehenswürdigkeit der Gegend ist die Höhle Sesalačka pećina, die etwa 3 km nördlich vom Dorf entfernt liegt und im Gebiet zwischen den Gebirgen Rtanj und Slemen am Rande des Timokmassivs liegt. 
Die Höhle ist auf einer Länge von 200 m beleuchtet und reich mit Höhlenschmuck aus Kalkstein (Stalaktiten, Stalagmiten und Travertinwannen) geschmückt. Durch die Höhle fließt der teilweise unterirdischer Fluss Zarvina. 
Am Eingang der Höhle gibt es einen Picknickplatz (mitsamt Holztischen, Bänken und einer Feuerstelle) und in unmittelbarer Nähe befindet sich ein kleiner künstlicher Badesee. Das Restaurant „Pećura“ befindet sich in der Nähe der Höhle. 
Die Sesalačka pećina ist außerdem für eine der größten Fledermauskolonien auf dem Balkan bekannt und wurde zu einem Naturdenkmal erklärt. Es gibt auch einen markierten Wanderweg zur Höhle. 